# The Fear (Robert Frost)

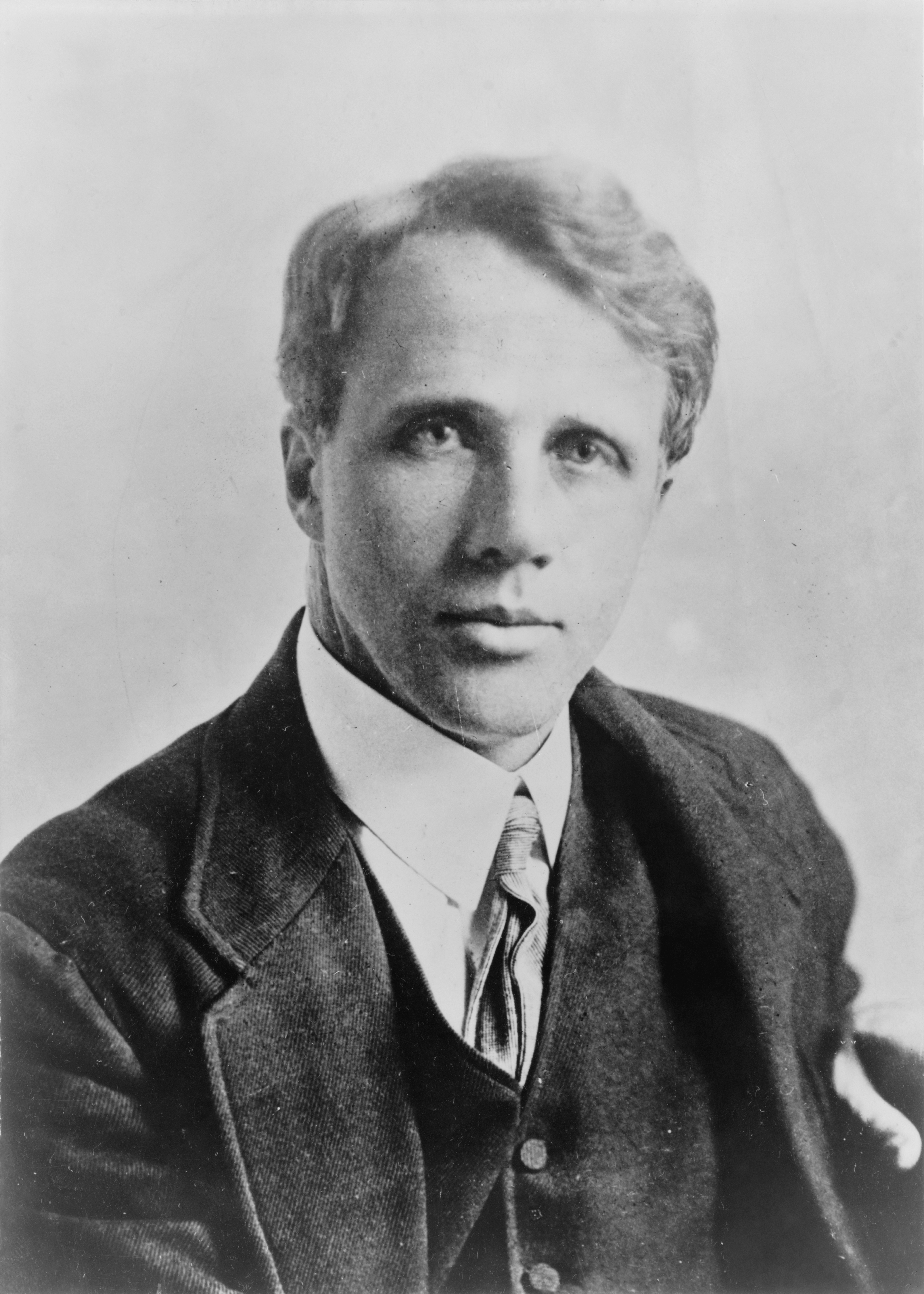
Robert Frost, (1910)

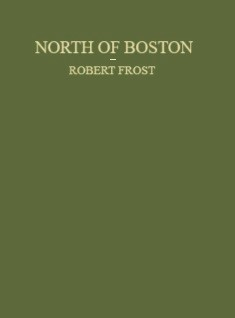
Okładka

The Fear – wiersz amerykańskiego poety Roberta Frosta z tomiku North of Boston, wydanego w 1914. Utwór jest dialogiem. Został napisany wierszem białym. Jego bohaterką jest kobieta, odczuwająca nieuzasadniony lęk przed kimś, kogo widziała w zaroślach. W zamknięciu utworu ona mdleje, upuszczając na ziemie trzymaną w ręce latarnię.